# Fabio Depaoli
Fabio Depaoli, né le 24 avril 1997 à Riva del Garda en Italie, est un footballeur italien. Il évolue au poste d'arrière droit à Hellas Vérone  prêté par le la Sampdoria.